# Suzu Hirose
Suzu Hirose (広瀬 すず?, Hirose Suzu; Shizuoka, 19 giugno 1998) è un'attrice e modella giapponese.

## Biografia
Originaria di Shizuoka, Suzu Hirose debutta nel mondo dello spettacolo all'età di 14 anni, quando viene scelta come modella esclusiva per la rivista Seventeen. Nel 2013, fa il proprio debutto come attrice nel dorama della KTV Kasukana kanojo, mentre l'esordio sul grande schermo avviene nello stesso anno nella pellicola Shazai no ōsama, diretta da Nobuo Mizuta. Il suo primo ruolo da protagonista è nel cortometraggio Christmas Eve di Tatsurō Yamashita.
Nell'aprile 2014 recita negli spot pubblicitari per i soft drink della Otsuka Food Company insieme alla sorella Alice, anch'essa attrice e modella professionista. L'anno successivo le due appaiono assieme nella copertina di Seventeen. Sempre nel 2015 recita nell'acclamato film di Hirokazu Kore'eda Little Sister, per la cui interpretazione riceve numerosi premi e riconoscimenti. Nel 2017 riceve una candidatura per la miglior attrice al Awards of the Japanese Academy per Chihayafuru: Kami no ku.
Nel 2018 partecipa al programma targato NHK di fine anno Kōhaku uta gassen, in qualità di conduttrice e rappresentante della squadra rossa.

## Filmografia

### Cinema
- Shazai no ousama (謝罪の王様?), regia di Nobuo Mizuta (2013)
- Kurozu Explode (クローズ EXPLODE?), regia di Toshiaki Toyoda  (2013)
- Little Sister (海街ｄｉａｒｙ?), regia di Hirokazu Kore'eda (2015)
- Chihayafuru Part 1 (ちはやふる -上の句-?), regia di Norihiro Koizumi (2016)
- Chihayafuru Part 2 (ちはやふる -下の句-?), regia di Norihiro Koizumi (2016)
- Ikari (怒り?), regia di Lee Sang-il (2016)
- Shigatsu wa kimi no uso, regia di Takehiko Shinjo (2016)
- Let's Go, Jets!, regia di Hayato Kawai (2017)
- Sensei! Suki ni natte mo ii desuka? (先生!、、、好きになってもいいですか? ?), regia di Takahiro Miki (2017)
- Il terzo omicidio, regia di Hirokazu Kore'eda (2017)
- Laplace no majo (ラプラスの魔女?), regia di Takashi Miike (2018)
- Chihayafuru Part 3 (ちはやふる 結び?), regia di Norihiro Koizumi (2018)
- Sunny: tsuyoi kimochi tsuyoi ai (SUNNY 強い気持ち・強い愛?), regia di Hitoshi Ōne (2018)
- Last Letter (ラストレター?), regia di Shunji Iwai (2020)
- Ichido shinde mita (一度死んでみた?), regia di Shinji Hamasaki (2020)
- Tōi yamanami no hikari (遠い山なみの光?), regia di Kei Ishikawa (2025)

### Televisione
- Kasukana kanojo ( 幽かな彼女?) – serie TV (2013)
- Gekiryū: watashi o oboete imasuka? (激流～私を憶えていますか？～?) – serie TV (2013)
- Bitter Blood (ビター・ブラッド?) – serie TV (2014)
- Oyaji no senaka (おやじの背中?) – serie TV (2014)
- Tōkyō ni olympic o yonda otoko – film TV (2014)
- Gakkō no kaidan (学校のカイダン?) – serie TV (2015)
- Kaitō Yamaneko (怪盗 山猫?) – serie TV (2016)
- Anone – serie TV (2018)
- We Are Rockets! (チア☆ダン?) – serie TV (2018)
- Natsuzora (なつぞら?) – serie TV (2019)

### Doppiaggio
- Kaede in The Boy and the Beast (2015)
- Nazuna Oikawa in Fireworks - Vanno visti di lato o dal basso? (2017)
- Laetitia in Lupin III - The First (2019)